# Termaar (Eijsden-Margraten)
Termaar is een buurtschap van Margraten in de gemeente Eijsden-Margraten. Tot 31 december 2010 maakte het dorp deel uit van de gemeente Margraten. Het ligt lager dan het plateau van Zuid-Limburg. Langs de weg staan verschillende oude boerderijen en (vakwerk)huizen.

## Etymologie
De naam schijnt terug te gaan naar mare in de betekenis van een poel of plas (stilstaand water).

## Bezienswaardigheden

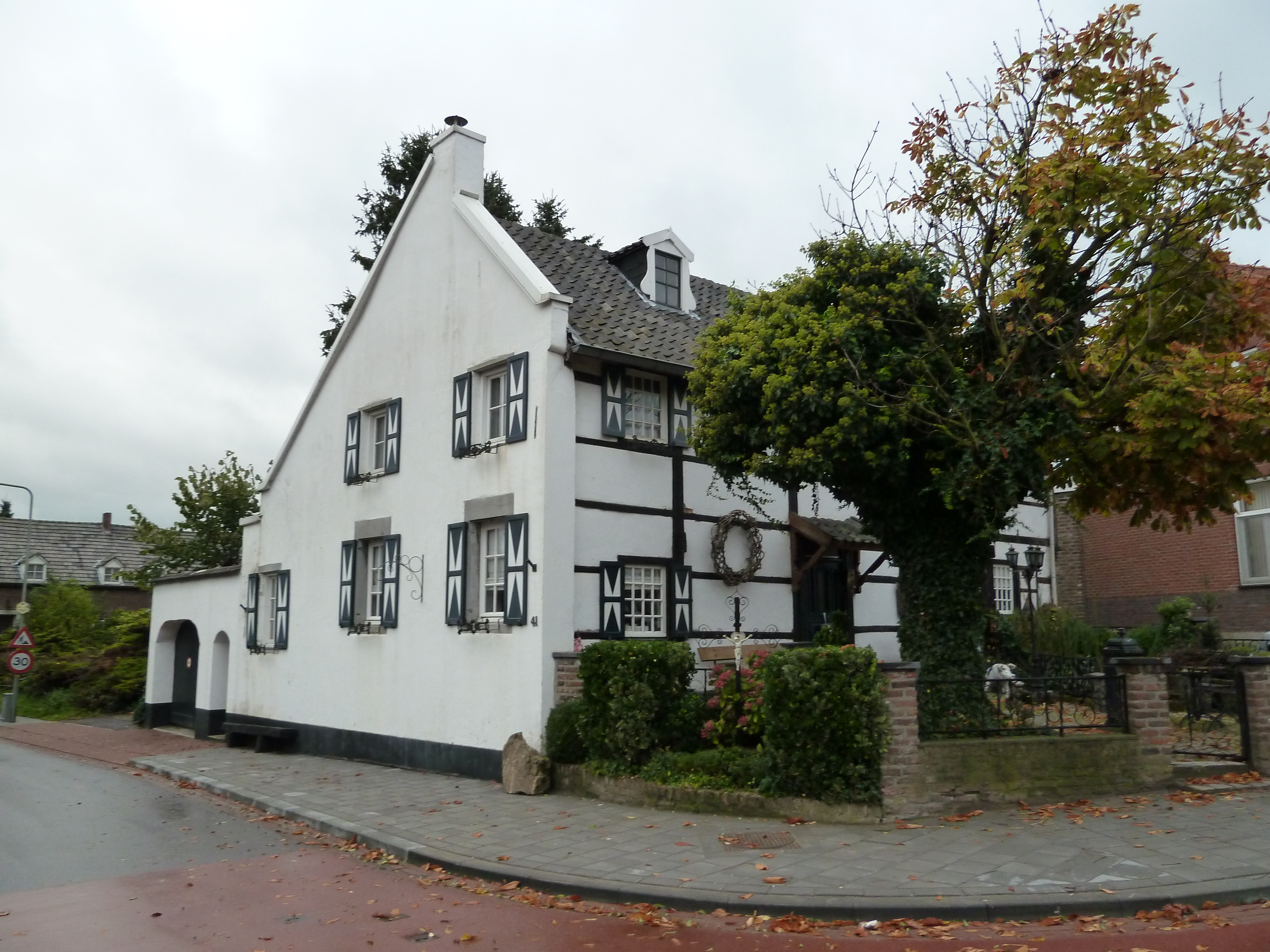
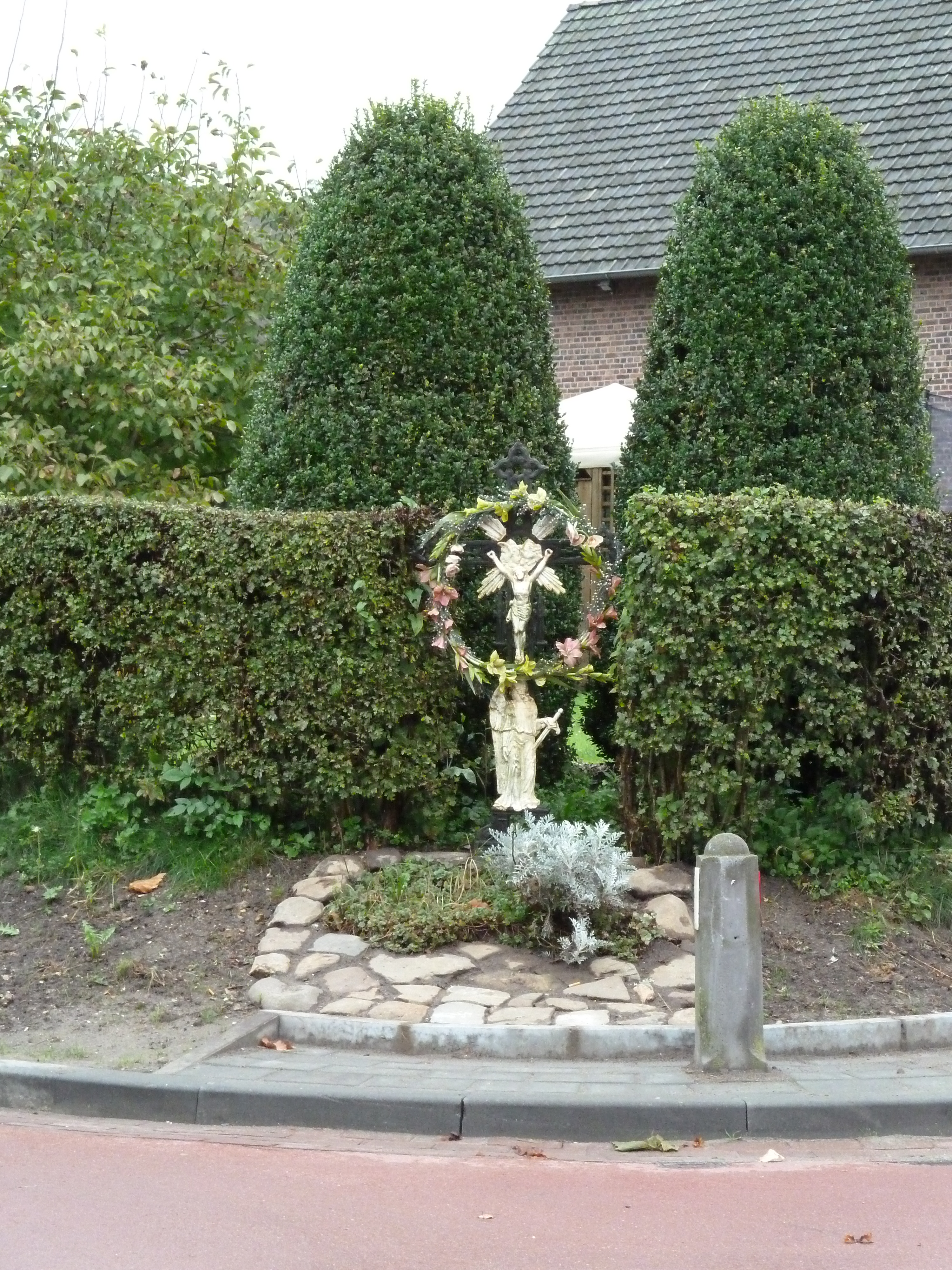
Midden in het gehucht bevindt zich De Bauerkoel, een drinkpoel voor het vee. Daarnaast staat een overdekte waterput en een wegkruis op een lindeboom. Het woorddeel koel verwijst ook weer naar het lager liggen dan het plateau.
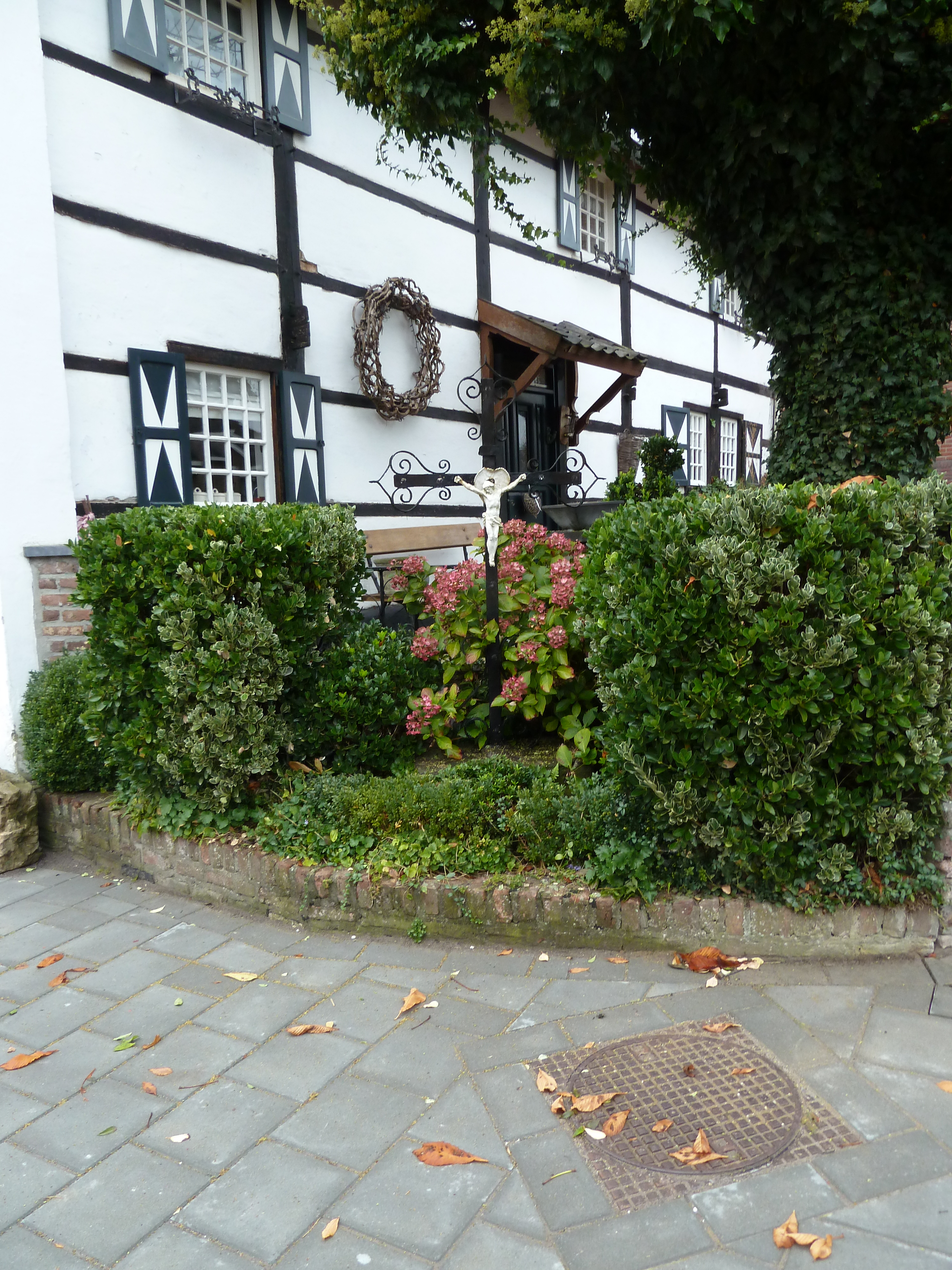
Wegkruis Termaar-Sterre der Zeestraat
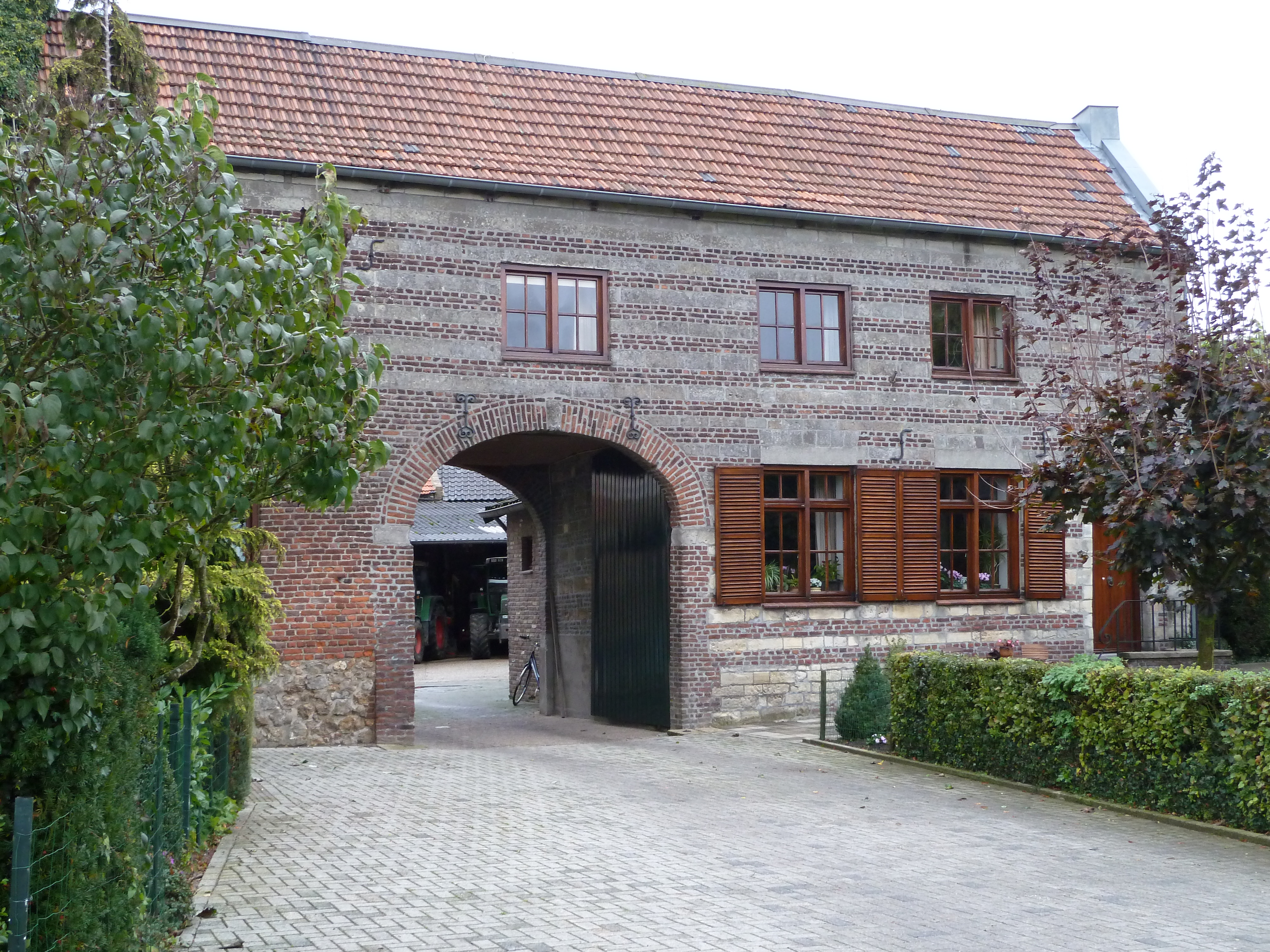
Boerderij als rijksmonument
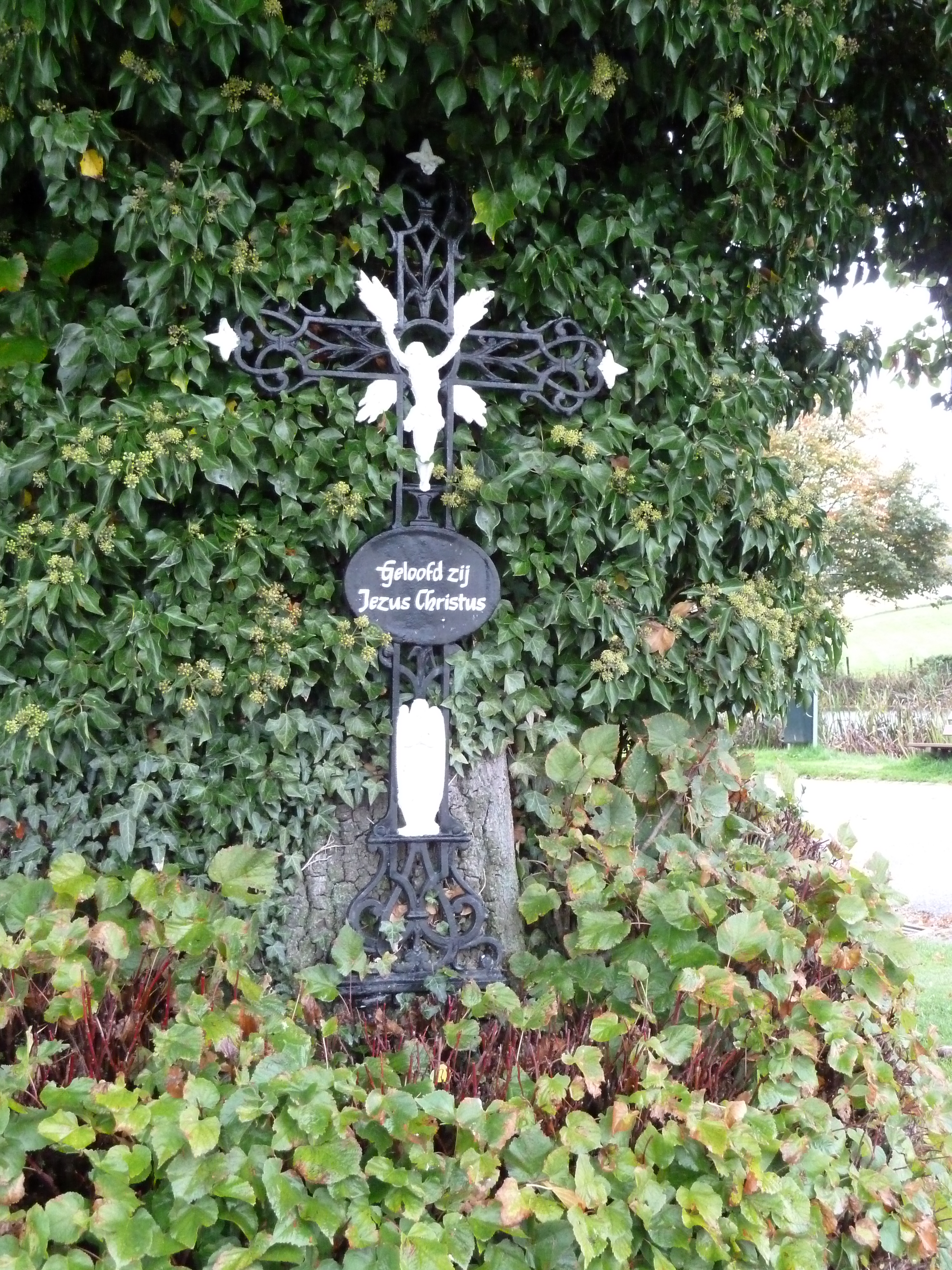
Wegkruis Termaar-In Gen Bauwerkoel
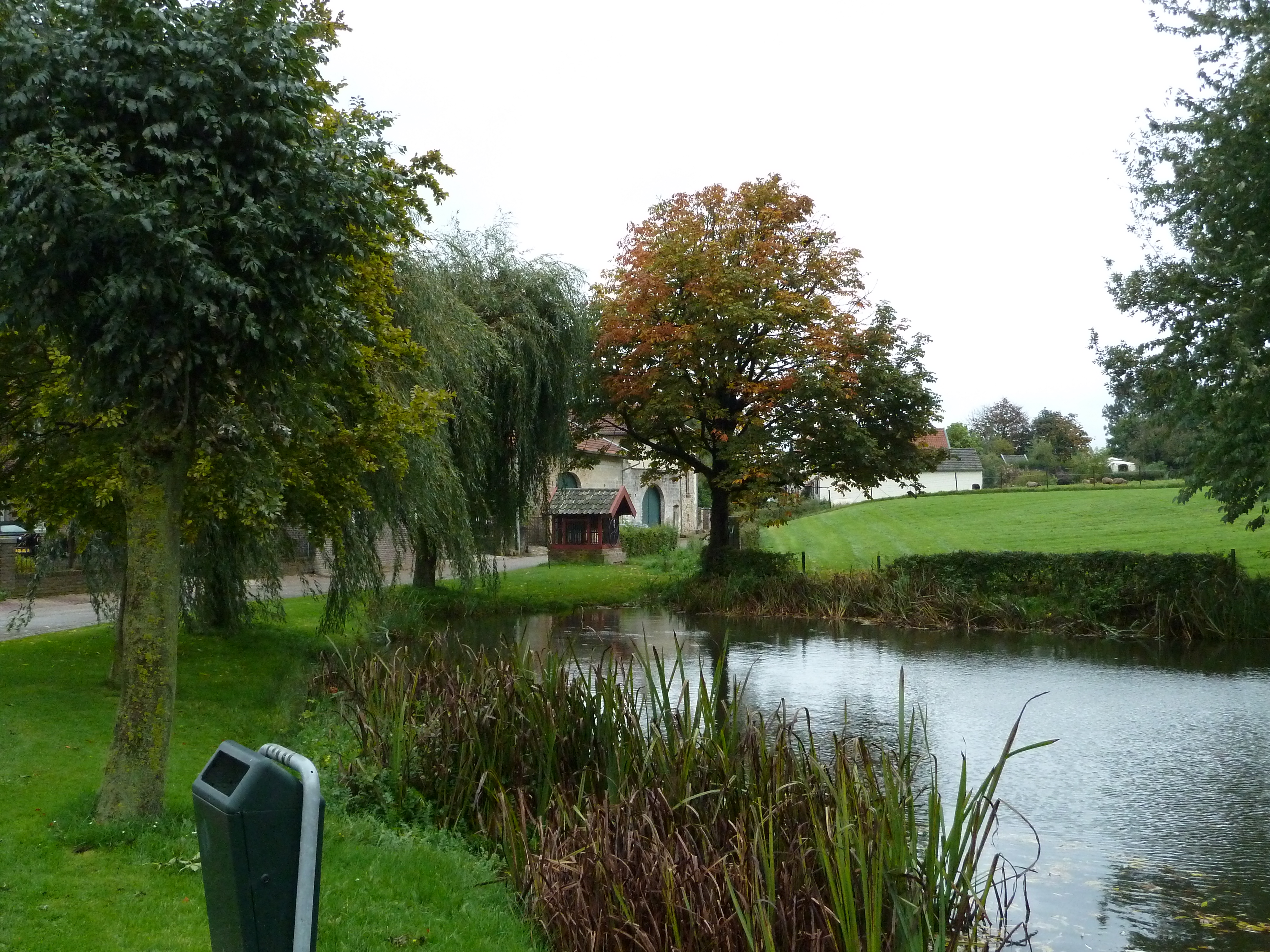
Zwingelput aan de poel (In Gen Bauwerkoel)
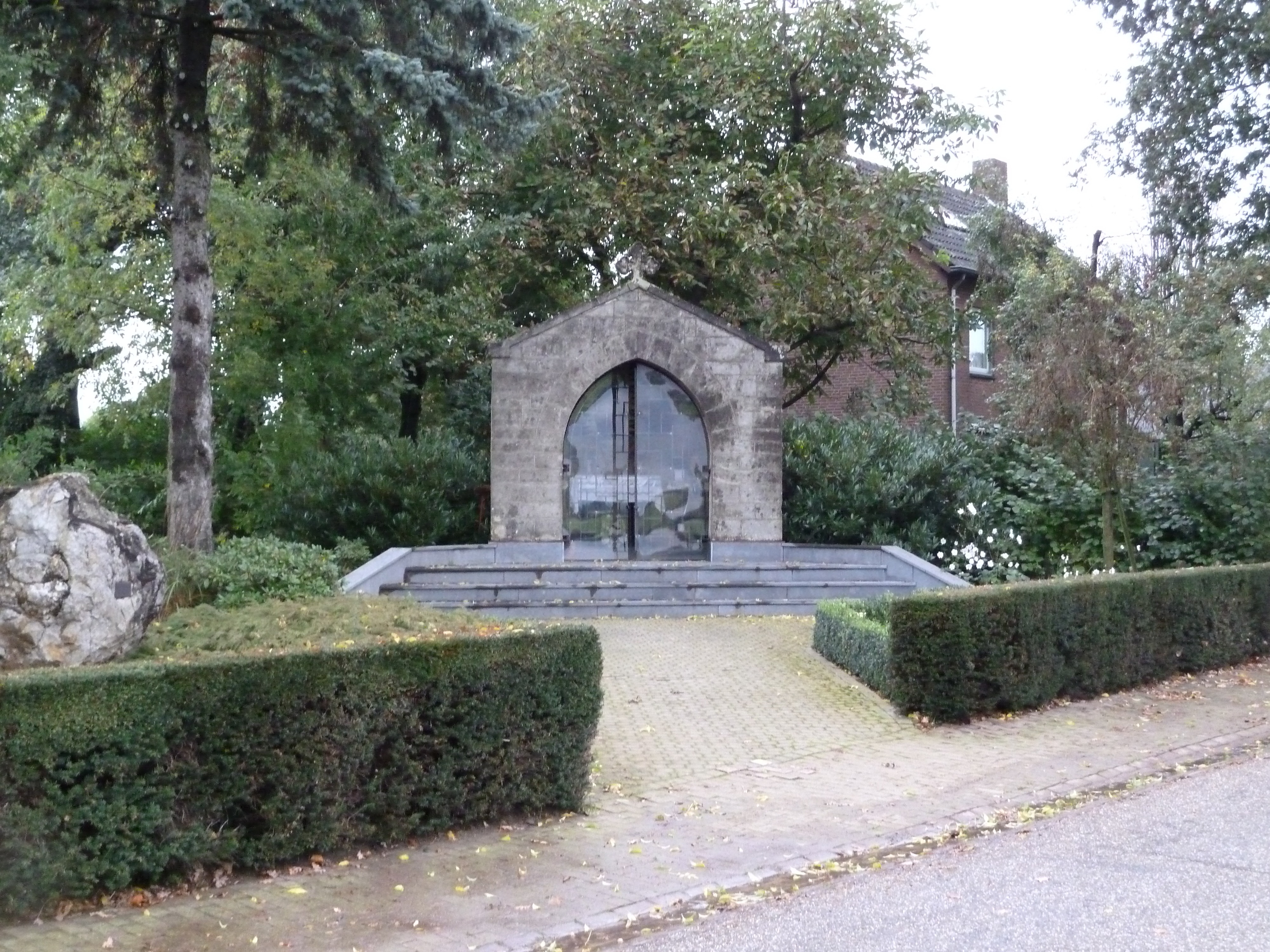
Kapel Termaar-In Gen Bauwerkoel
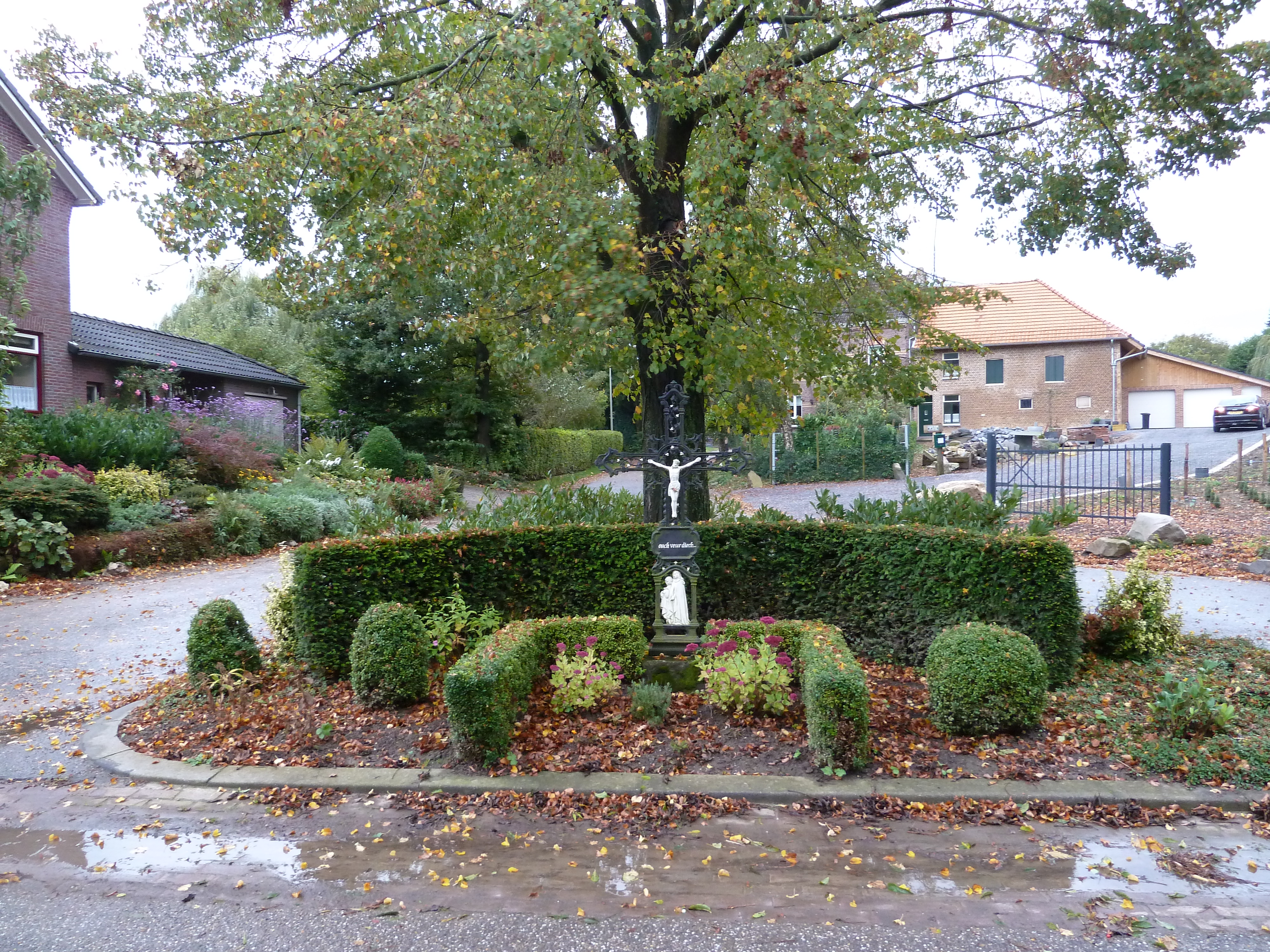
Wegkruis Termaar-Gen Hof

- Rondom deze poel staan verschillende oude boerderijen.
- Naast de poel staat de Mariakapel die gewijd is aan Onze-Lieve-Vrouwe Sterre der Zee.
- In 2001 zijn de Engelse Tuinen geopend waar meer dan 2000 verschillende boom- en struiksoorten en 500 verschillende planten te bezichtigen zijn.